# Jakob Ulfeldt (landsdommer)
 Der er flere personer med dette navn, se Jakob Ulfeldt.
Jakob Ulfeldt (død 1631) var herre til Bavelse og landsdommer.
Han var søn af Corfitz Ulfeldt (død 1614). Efter at have studeret udenlands (1613 blev han immatrikuleret ved  universitetet i Rostock) tjente han fra 1616 til 1621 som sekretær i Danske Kancelli og lønnedes 1621 med et kannikedømme i Aarhus Domkirke. Efter selv 1620 at have overtaget driften af sin fædrene gård blev han 1624 beskikket til landsdommer i Sjælland og forlenet med Ringsted Kloster. Dette len ombyttedes 1630 med Agdesiden i Norge som en følge af, at han havde søgt og fået sin afsked som landsdommer, sikkert af helbredshensyn, thi han døde snart efter. Det ved hans død ledigblevne kannikedømme blev 16. marts 1631 bortgivet til en anden. 23. juni 1622 havde han ægtet Lisbeth Clausdatter Daa (født 1. maj 1605). Hun købte 1649 Væbnersholm og levede endnu 1657. 